# Уравнение на Лаплас
Уравнението на Лаплас е частно диференциално уравнение от втори ред, кръстено в чест на Пиер-Симон Лаплас, който първи изучава свойствата му. Обикновено, то се записва във вида:
{\displaystyle \nabla ^{2}f=0\qquad {\mbox{или}}\qquad \Delta f=0,}
където {\displaystyle \Delta =\nabla \cdot \nabla =\nabla ^{2}} е оператор на Лаплас, {\displaystyle \nabla \cdot } е оператор на дивергенция, {\displaystyle \nabla } е оператор на градиент, а {\displaystyle f(x,y,z)} е двойно диференцируема реална функция. По този начин операторът на Лаплас съотнася една скаларна функция към друга скаларна функция.
Ако дясната страна на уравнението е вече известна функция, {\displaystyle h(x,y,z)}, тогава се получава:
{\displaystyle \Delta f=h.}
Този общ случай е известен като уравнение на Поасон. Уравненията на Лаплас и на Поасон са най-простите примери за елиптични частни диференциални уравнения. Всъщност, уравнението на Лаплас е частен случай на уравнението на Хелмхолц.
Общата теория от решения на уравнението на Лаплас, се нарича теория на потенциала. Решенията на уравнението са хармонични функции, които са важни в определени области на физиката, най-вече в електростатиката, гравитацията и динамиката на флуидите. В областта на топлопроводимостта, уравнението на Лаплас е уравнение на топлопроводимостта в стационарно състояние.

## Вид в различни координатни системи
В Декартови координати:
{\displaystyle \Delta f={\frac {\partial ^{2}f}{\partial x^{2}}}+{\frac {\partial ^{2}f}{\partial y^{2}}}+{\frac {\partial ^{2}f}{\partial z^{2}}}=0.}
В цилиндрични координати:
{\displaystyle \Delta f={\frac {1}{r}}{\frac {\partial }{\partial r}}\left(r{\frac {\partial f}{\partial r}}\right)+{\frac {1}{r^{2}}}{\frac {\partial ^{2}f}{\partial \phi ^{2}}}+{\frac {\partial ^{2}f}{\partial z^{2}}}=0.}
В сферични координати, използвайки конвенцията {\displaystyle (r,\theta ,\varphi )}:
{\displaystyle \Delta f={\frac {1}{r^{2}}}{\frac {\partial }{\partial r}}\left(r^{2}{\frac {\partial f}{\partial r}}\right)+{\frac {1}{r^{2}\sin \theta }}{\frac {\partial }{\partial \theta }}\left(\sin \theta {\frac {\partial f}{\partial \theta }}\right)+{\frac {1}{r^{2}\sin ^{2}\theta }}{\frac {\partial ^{2}f}{\partial \varphi ^{2}}}=0.}
По-общо, в криволинейни координати:
{\displaystyle \Delta f={\frac {\partial }{\partial \xi ^{j}}}\left({\frac {\partial f}{\partial \xi ^{k}}}g^{kj}\right)+{\frac {\partial f}{\partial \xi ^{j}}}g^{jm}\Gamma _{mn}^{n}=0,}
или
{\displaystyle \Delta f={\frac {1}{\sqrt {|g|}}}{\frac {\partial }{\partial \xi ^{i}}}\!\left({\sqrt {|g|}}g^{ij}{\frac {\partial f}{\partial \xi ^{j}}}\right)=0,\qquad (g=\mathrm {det} \{g_{ij}\}).}